# سارة إلميرا رويستر
كانت سارة إلميرا رويستر (1810 – 11 شباط/فبراير 1888) حبيبة إدغار آلان بو في مرحلة المراهقة، وأصبحت خطبيته قبل فترة قصيرة من وفاته في عام 1849.
بدأت علاقتهما المبكرة عندما كانت رويستر في الخامسة عشرة من عمرها، وانتهت نتيجةً لتدخل أبيها عندما كان بو يدرس في جامعة فيرجينيا، فتزوجت بعد ذلك بعامين بأليكساندر ب. شيلتون، والذي أصبح غنياً بانخراطه في قطاع النقل، وأنجبا أربعة أطفال، لم يعش منهم بعد مرحلة الطفولة سوى اثنين، وبعد وفاة أليكساندر عام 1844، ورثت رويستر وولداها 100,000 دولار أمريكي بشرط خسارتها جزءاً من هذا المال إذا تزوجت من جديد.
عاد بو إلى حياتها عام 1848 وجددا علاقتهما، وأصر أن تتزوجه، ولكنها ترددت ولم تنل موافقة ولديها، فلم يتزوجا قط، وتوفي بو بعد فترة قصيرة من ذلك في تشرين الأول/أوكتوبر عام 1849، وكان لرويستر أثر على أعماله، وربما قد ألهمت «الغراب» و«أنابيل لي»، وقد خلد كتّاب آخرون العلاقة المبكرة بين بو وشيلتون، بمن فيهم أخو إدغار، ويليام هينري ليونارد بو.

## سيرة ذاتية
كان رويستر وبو جيراناً في ريتشموند في فيرجينيا عندما بدأا علاقتها عام 1825، وكانت في الخامسة عشرة من عمرها، بينما كان بو في السادسة عشرة، وناقشا أمر زوجاهما، ولكن والدها رفض ذلك جهاراً، وكانا مخطوبين سراً عندما بدأ بو دراسته في جامعة فيرجينيا عام 1826، ولكن والد رويستر اعترض علاقتهما وأتلف جميع رسائل بو لابنته، وكتب بو لاحقاً أن هذا الرفض كان بسبب صغر سنهم وحسب، لكن من المحتمل أيضاً أنه اعتُبر غير مناسب نظراً لوضعه الاجتماعي والمادي كيتيم فقير.
تزوجت رويستر أليكساندر شيلتون، وهو رجل أعمال من عائلة مقتدرة في فيرجينيا، اعتقاداً منها أن بو قد نسيها، وكانت في السابعة عشرة من عمرها فقط، ولكنها اكتسبت شهرة اجتماعية وثروة بسرعة، إذ عمل شيلتون في قطاع النقل، وكان مالكاً مشاركاً لخط ملاحة عبر نهر جيمس في إحدى الفترات، وتوفي بعد ذلك جراء التهاب رئوي بعمر السابعة والثلاثين في 12 تموز/يوليو عام 1844.

### علاقتها الثانية مع بو
التقى بو ورويستر مجدداً في تموز/يوليو عام 1848، بعد سنة من وفاة فيرجينيا كليم زوجة بو، وكانت زيارته لها غير معلنة، فتصفها رويستر كما يلي: «كنت مستعدةً للذهاب إلى الكنيسة عندما قال لي خادم أن سيداً في قاعة الاستقبال أراد رؤيتي، فنزلت وذُهلت برؤيته، لكني عرفته فوراً،» وبحلول ذلك الوقت كانت رويستر متدينة للغاية، بعد عمادتها وهي بالغة في كنيسة القديس يوحنا الأسقفية، وكانت تبلغ الـ39 من عمرها وتعيش مع ابنتها آن البالغة 19 عاماً وابنها ساوثهال البالغ سنه العاشرة.

### حياتها اللاحقة
بعد وفاة بو، رفضت رويستر الحديث عنه أو عن علاقتهما، وعاشت حياةً منعزلة نسبياً، إلى أن منحت أخيراً عام 1875 مقابلة للنحّات المحلي إدوارد فالنتاين، رداً على السيرة الذاتية لبو التي كتبها جون اتش. انغرام، ونفت بشدة خلال المحادثة خطبتها لبو بحياتها، ولكنها اعترفت سراً في حزيران/يونيو عام 1884 للدكتور جون جوزيف موران، الذي كان الطبيب المعالج لبو بالقرب من وفاته، أنهما كانا مخطوبين، وتوفيت رويستر بعد ذلك في 11 شباط/فبراير عام 1888، وقد حملت نعوتها، التي نُشرت في الصفحة الأولى من ريتشموند ويغ في اليوم التالي، عنوان «الحب الأول والأخير لبو».

## إشارات لها في الأعمال الأدبية
استلهم بو العديد من القصائد المنشورة في عمله الأدبي الأول تيمورلنك وقصائد أخرى (عام 1827) من قصة حبه الفاشلة مع رويستر في المراهقة، وأورد العديد من الأسطر التي ناقشت حماقات الشباب والحب المفقود، ويُعتقد أن إحدى قصائد بو الثانوية «أغنية» كانت عن رويستر، وتعتقد بذاتها أيضاً أن «لينور المفقودة» في قصيدة «الغراب»، بالإضافة إلى الشخصية الرئيسية في «أنابيل لي» مثلتاها، وادّعت بأن بو بذاته قد أكد لها ذلك.